# アイザック・ベン・モーゼス・アブラフィア
アイザック・ベン・モーゼス・アブラフィア（Isaac ben Moses Abulafia、1824年 - 1910年）は、オスマン帝国のユダヤ人。ラビでありハラーハーであった。
ティベリアで生まれたアブラフィアは、ダマスカスのラビであった。1877年彼の権威主義的な態度は、アブラフィアを彼の立場から罷免させようと団結した他のラビとダマスカスの共同指導者の反対を引き起こした。1896年、彼らはコンスタンティノープルのハハム・バッシであるモーセ・ハ・レヴィに目を向けた。モーセはダマスカスのソロモン・エリエゼル・アルファンダリをラビに任命することで彼らの要求に応えた。アブラフィアはその後タイヤでラビとして活動し、そこから彼はエルサレムに移り、最後にティベリアに移ってそこで亡くなった。
卓越したハラーハー学者である彼のレスポンサPeneiYizhakは、6巻（1871-1906）で出版。一部の学者、特にエルサレムのシャローム・ハイ・ガギンは、第1巻に批判的であり、アブラフィアは彼の批評家に応えてLev Nishbar （1878）を書いた。

## 出版された作品へのリンク
- Pene Yitzhaqvol。 1
- Pene Yitzhaqvol。 2
- Pene Yitzhaqvol。 3
- Pene Yitzhaqvol。 4
- Pene Yitzhaqvol。 5
- Pene Yitzhaqvol。 6